# Helicotapirus
Helicotapirus is een ondergeslacht van uitgestorven tapirs die tijdens het Pleistoceen in Noord-Amerika leefden.

## Kenmerken
De soorten behorend tot Helicotapirus bewoonden drogere en meer open bosgebieden dan hun hedendaagse verwanten uit de regenwouden. Ze kwamen voor in de gematigde delen van Noord-Amerika.

## Taxonomie
Helicotapirus is de nauwste verwant van de hedendaagse Midden-Amerikaanse tapir. Er zijn drie soorten: Tapirus haysii, T. lundeliusi en T. veroensis.